# James Squair
James Macgregor Squair (* 28. September 1884 in Edinburgh; † 30. November 1909 in Fuorigrotta, Neapel) war ein schottischer Fußballspieler.

## Karriere
James Squair, der auf der Position des Halbstürmers spielte, gehörte zu den zahlreichen Briten, die zu Beginn des 20. Jahrhunderts auf dem europäischen Kontinent spielten und dem Fußball dort zu der Popularität verhalten, die er in ihrer Heimat schon genoss.
Von 1905 bis 1907 lief er für den italienischen Klub Juventus Turin auf. Im Jahr 1905 gehörte er zur Mannschaft, die für den  Turiner Verein den ersten Meistertitel der Vereinsgeschichte gewann. Beim 4:1-Sieg bei der US Milanese erzielte der Engländer dabei seinen einzigen Treffer für die Juve. 1908 bestritt er einige Freundschaftsspiele für den Foot Ball Club Torino.

## Erfolge
- Italienische Meisterschaft: 1905

## Verweise